# Wikimapia
WikiMapia és un recurs de mapes en línia i imatges de satèl·lit que combina Google Maps amb un sistema wiki, permetent als usuaris afegir informació en forma d'una nota a qualsevol ubicació de la Terra. Moguts per l'èxit de Google Maps i Wikipedia, dos empresaris d'internet russos, Aleksandr Koriakin i Ievgueni Savéliev, llançaren aquesta web el 24 de maig del 2006.